# Canton de Sains-Richaumont
Le canton de Sains-Richaumont est une ancienne division administrative française située dans le département de l'Aisne et la région Picardie.

## Géographie
Ce canton a été organisé autour de Sains-Richaumont dans l’arrondissement de Vervins. Son altitude varie de 66 m (Monceau-le-Neuf-et-Faucouzy) à 183 m (Lemé) pour une altitude moyenne de 124 m.

## Histoire

### Révolution française

Canton de Sains en 1790

Le canton de Sains est créé le 18 février 1790 sous la Révolution française,. Le canton comprend 16 communes avec Sains pour chef-lieu : Berlancourt, Chevennes, Faucouzy, Franqueville, Le Hérie-la-Viéville, Housset, Landifay, Lemé, Marfontaine, Monceau-le-Neuf, La Neuville-Housset, Rougeries, Sains, Saint-Gobert, Saint-Pierre et Voharies. Il est une subdivision du district de Vervins qui disparait le 5 Fructidor An III (22 août 1795)
Le nombre de communes dans le canton ne bougent pas lors de la période révolutionnaire. Lors de la création des arrondissements par la loi du 28 pluviôse an VIII (17 février 1800), le canton de Sains est rattaché à l'arrondissement de Vervins.

### 1801 - 2015
L'arrêté du 3 vendémiaire an X (25 septembre 1801) entraine un redécoupage du canton de Sains qui est conservé. 5 communes (Clanlieu, Colonfay, Bertaignemont, Puisieux et Wiège-Faty-et-le-Sourd) du canton de Guise intègrent celui de Sains. Le canton est composé alors de 21 communes. 
Par ordonnance royale du 2 juin 1819, les communes de Clanlieu et Puisieux fusionnent. La nouvelle entité portent le nom de Puisieux-et-Clanlieu. Par la même ordonnance, Bertaignemont est rattachée à Landifay et la commune prend le nom de Landifay-et-Bertaignemont. Par une nouvelle ordonnance du 9 juin 1819, les communes de Faucouzy et Monceau-le-Neuf sont réunis pour former la commune de Monceau-le-Neuf-et-Faucouzy. Ainsi la même année, le nombre de communes passe de 21 à 18.
Par ordonnance du 15 juillet 1829, une partie du hameau de La Vallée-aux-Bleds, située sur la commune de Lemé est érigé en une commune indépendante avec la réunification des parties du hameau, située sur les communes d'Haution et de Voulpaix du canton de Vervins. Cette nouvelle commune est d'ailleurs rattachée à celui de Vervins.
Par ordonnance du 26 avril 1835, Le Sourd redevient une commune indépendante de Wiège-Faty-et-le-Sourd. Cette dernière prend le nom de Wiège-Faty. Dès lors, le canton est composé de 19 communes et cette composition reste stable jusqu'en mars 2015. 
En 1883, Sains prend le nom de Sains-Richaumont et le canton porte désormais le nom de Sains-Richaumont. En 1926, la commune de Saint-Pierre prend la dénomination Saint-Pierre-lès-Franqueville.

### Redécoupage de 2015
Un nouveau découpage territorial de l'Aisne entre en vigueur en mars 2015, défini par le décret du 21 février 2014 , en application des lois du 17 mai 2013 (loi organique 2013-402 et loi 2013-403). Les conseillers départementaux sont, à compter de ces élections, élus au scrutin majoritaire binominal mixte. Les électeurs de chaque canton élisent au Conseil départemental, nouvelle appellation du Conseil général, deux membres de sexe différent, qui se présentent en binôme de candidats. Les conseillers départementaux sont élus pour 6 ans au scrutin binominal majoritaire à deux tours, l'accès au second tour nécessitant 12,5 % des inscrits au 1er tour. En outre la totalité des conseillers départementaux est renouvelée. Ce nouveau mode de scrutin nécessite un redécoupage des cantons dont le nombre est divisé par deux avec arrondi à l'unité impaire supérieure. Dans l'Aisne, le nombre de cantons passe ainsi de 42 à 21. Le canton de Sains-Richaumont ne fait pas partie des cantons conservés du département. 
Le canton disparait lors des élections départementales de mars 2015. L'ensemble des communes du canton est regroupée avec celui de Marle.

## Représentation

### Conseillers généraux de 1833 à 2015
| Période | Période          | Identité                                               | Étiquette             | Qualité |
| ------- | ---------------- | ------------------------------------------------------ | --------------------- | --- |
| 1833    | 1835 (démission) | Joseph Meunier                                         |                       | Maire de La Neuville-Housset |
| 1835    | 1848             | Lambert Gibou                                          |                       | Ancien capitaine du Génie, propriétaire à Puisieux, conseiller d'arrondissement                                                                                  |
| 1848    | 1871             | Vicomte Etienne Auguste Edouard de Madrid de Montaigle |                       | Propriétaire Maire de Le Hérie-la-Viéville Conseiller d'arrondissement                                                                                           |
| 1871    | 1886             | Edmond Turquet                                         | Républicain           | Magistrat Député (1871-1889) |
| 1886    | 1892             | Gabriel Hanotaux                                       | Républicain           | Diplomate Député (1886-1889) Ministre des Affaires étrangères (1894-1895 et 1896-1898) Ancien chef de cabinet de Jules Ferry                                     |
| 1892    | 1898 (décès)     | Constant Godart                                        | Républicain           | Maire de Sains-Richaumont |
| 1898    | 1902 (décès)     | Emile Pecque (1833-1902)                               | Républicain           | Brasseur à Sains-Richaumont |
| 1902    | 1910             | Jules Albert Dieu                                      | Républicain Libéral   | Maire de Landifay-et-Bertaignemont |
| 1910    | 1920 (décès)     | Gaëtan Legrand                                         | Rad.                  | Docteur en droit Avocat à Laon, bâtonnier de l'Ordre des avocats du barreau de Laon Maire de Sains-Richaumont (janvier à mars 1920), conseiller d'arrondissement |
| 1920    | 1927 (décès)     | Zénon Procureur                                        |                       | Instituteur Maire de Le Hérie-la-Viéville, conseiller d'arrondissement                                                                                           |
| 1927    | 1936 (décès)     | Raoul Dupont                                           | Rad.                  | Maire de Berlancourt, conseiller d'arrondissement |
| 1936    | 1940             | André Dussaussois                                      | Rad.                  | Notaire, Maire de Marfontaine, conseiller d'arrondissement |
|         |                  |                                                        |                       | |
| 1945    | 1949             | Christophe Laurent                                     | PCF                   | Ouvrier d'usine, maire de Puisieux-et-Clanlieu |
| 1949    | 1967 (décès)     | Jean Risbourg                                          | RPF puis UNR puis UDR | Agriculteur Maire de Housset puis de Sains-Richaumont Député (1962-1967) Président du Conseil Général (1959-1964)                                                |
| 1967    | 1998             | Pierre Bry                                             | UDR puis RPR          | Négociant Maire de Sains-Richaumont |
| 1998    | 1998             | Jean-Marie Marécat (1938-2020)                         | RPR                   | Maire de Sains-Richaumont (1994-2008) |
| 1998    | 2004             | Annick Garin                                           | UDF                   | Agricultrice Maire de Puisieux-et-Clanlieu |
| 2004    | 2012 (décès)     | Michel Lefèvre,                                        | PS                    | Conseiller pédagogique Maire de Rougeries Vice-Président du Conseil Général                                                                                      |
| 2012    | 2015             | Isabelle Ittelet                                       | PS puis UDI           | Suppléante de Michel Lefèvre Fonctionnaire territoriale Conseillère municipale de Sains-Richaumont Élue en 2015 dans le canton de Marle                          |

### Conseillers d'arrondissement (de 1833 à 1940)
| Période                                  | Période | Identité                                                            | Étiquette | Qualité |
| ---------------------------------------- | ------- | ------------------------------------------------------------------- | --------- | --- |
| 1833                                     | 1835    | Lambert Gibou                                                       |           | Propriétaire à Guise                                                                                        |
| 1835                                     | 1839    | Pierre Antoine Viéville (1794-1866)                                 |           | Cultivateur à Puisieux-et-Clanlieu                                                                          |
| 1839                                     | 1848    | Étienne Auguste Édouard, Vicomte de Madrid de Montaigle (1804-1883) |           | Propriétaire, maire de Le Hérie-la-Viéville                                                                 |
|                                          |         |                                                                     |           | |
| 1907                                     | 1910    | Gaëtan Legrand                                                      | Rad.      | Docteur en droit, avocat à Laon, bâtonnier de l'Ordre des avocats du barreau de Laon, Sains-Richaumont      |
|                                          |         |                                                                     |           | |
| 1919                                     | 1920    | Zénon Procureur                                                     |           | Instituteur, maire de Le Hérie-la-Viéville                                                                  |
|                                          |         |                                                                     |           | |
| 1925                                     | 1927    | Raoul Dupont                                                        | Rad.      | Maire de Berlancourt                                                                                        |
| juillet 1927                             | 1931    | Ernest-Charles Régnier (1877-1954)                                  | SFIO      | Cultivateur, maire de Franqueville                                                                          |
| 1931                                     | 1936    | André Dussaussois                                                   | Rad.      | Notaire, Maire de Marfontaine                                                                               |
| 1936                                     | 1940    | Élisée Pautet                                                       | Rad.      | Maire de Lemé                                                                                               |
| 1940                                     |         |                                                                     |           | Les conseils d'arrondissement ont été suspendus par la loi du 12 octobre 1940 et n'ont jamais été réactivés |
| Les données manquantes sont à compléter. |         |                                                                     |           | |

## Composition
Le canton de Sains-Richaumont a groupé 19 communes et a compté 4 450 habitants en 2012.
| Code Insee | Nom                           | Superficie (km2) | Population (hab.) | Densité (hab./km2) |
| ---------- | ----------------------------- | ---------------- | ----------------- | ------------------ |
| 02668      | Sains-Richaumont (Chef-lieu)  | 12,46            | 1 037             | 83,23              |
| 02068      | Berlancourt                   | 5,20             | 106               | 20,38              |
| 02182      | Chevennes                     | 6,06             | 140               | 23,1               |
| 02206      | Colonfay                      | 3,29             | 81                | 24,62              |
| 02331      | Franqueville                  | 3,04             | 127               | 41,78              |
| 02385      | Housset                       | 13,20            | 168               | 12,73              |
| 02403      | Landifay-et-Bertaignemont     | 19,60            | 285               | 14,54              |
| 02547      | La Neuville-Housset           | 4,99             | 62                | 12,42              |
| 02379      | Le Hérie-la-Viéville          | 9,27             | 241               | 26                 |
| 02416      | Lemé                          | 11,36            | 443               | 39                 |
| 02731      | Le Sourd                      | 7,36             | 165               | 22,42              |
| 02463      | Marfontaine                   | 9,21             | 79                | 8,58               |
| 02491      | Monceau-le-Neuf-et-Faucouzy   | 19,72            | 338               | 17,14              |
| 02629      | Puisieux-et-Clanlieu          | 17,42            | 293               | 16,82              |
| 02657      | Rougeries                     | 4,13             | 227               | 54,96              |
| 02681      | Saint-Gobert                  | 7,78             | 299               | 38,43              |
| 02688      | Saint-Pierre-lès-Franqueville | 7,00             | 68                | 9,71               |
| 02823      | Voharies                      | 3,32             | 69                | 20,78              |
| 02832      | Wiège-Faty                    | 7,47             | 222               | 29,72              |

## Démographie
| 1962  | 1968  | 1975  | 1982  | 1990  | 1999  | 2006  | 2007  | 2008  |
| ----- | ----- | ----- | ----- | ----- | ----- | ----- | ----- | ----- |
| 6 035 | 5 893 | 5 109 | 4 753 | 4 478 | 4 422 | 4 354 | 4 374 | 4 398 |

| 2009  | 2010  | 2011  | 2012  | - | - | - | - | - |
| ----- | ----- | ----- | ----- | - | - | - | - | - |
| 4 420 | 4 453 | 4 475 | 4 450 | - | - | - | - | - |